# Robotica

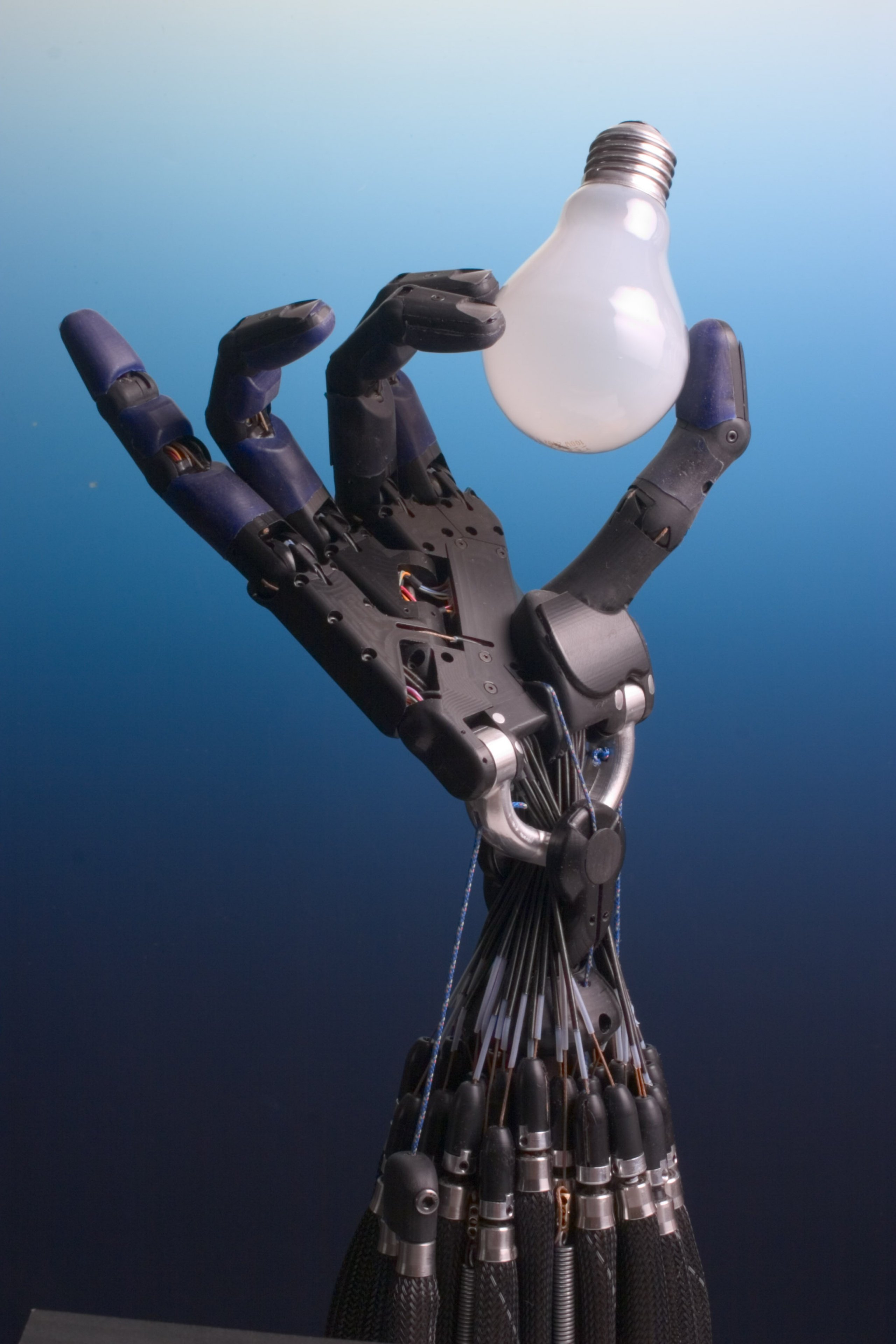
Robotarm gemaakt door de Shadow Robot Company

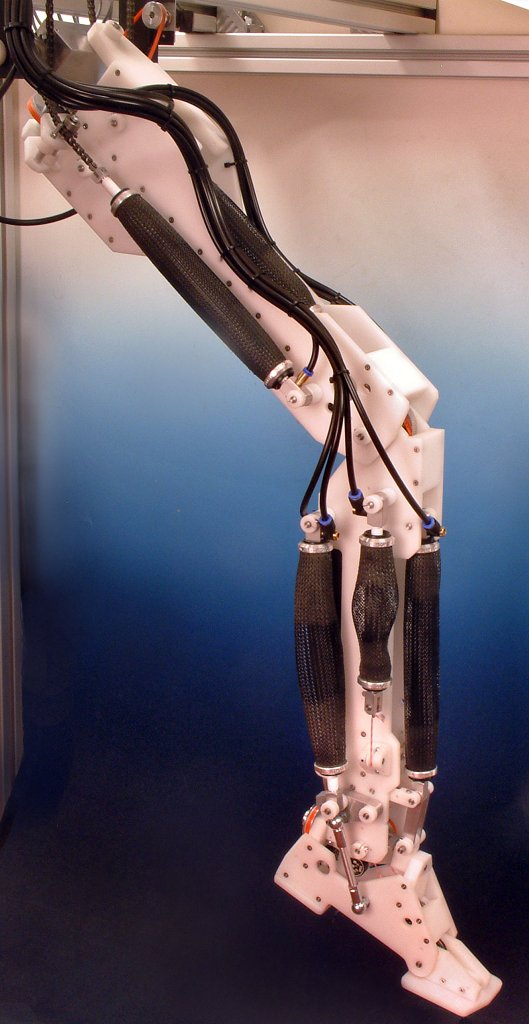
Robotbeen beweegbaar door luchtzakjes

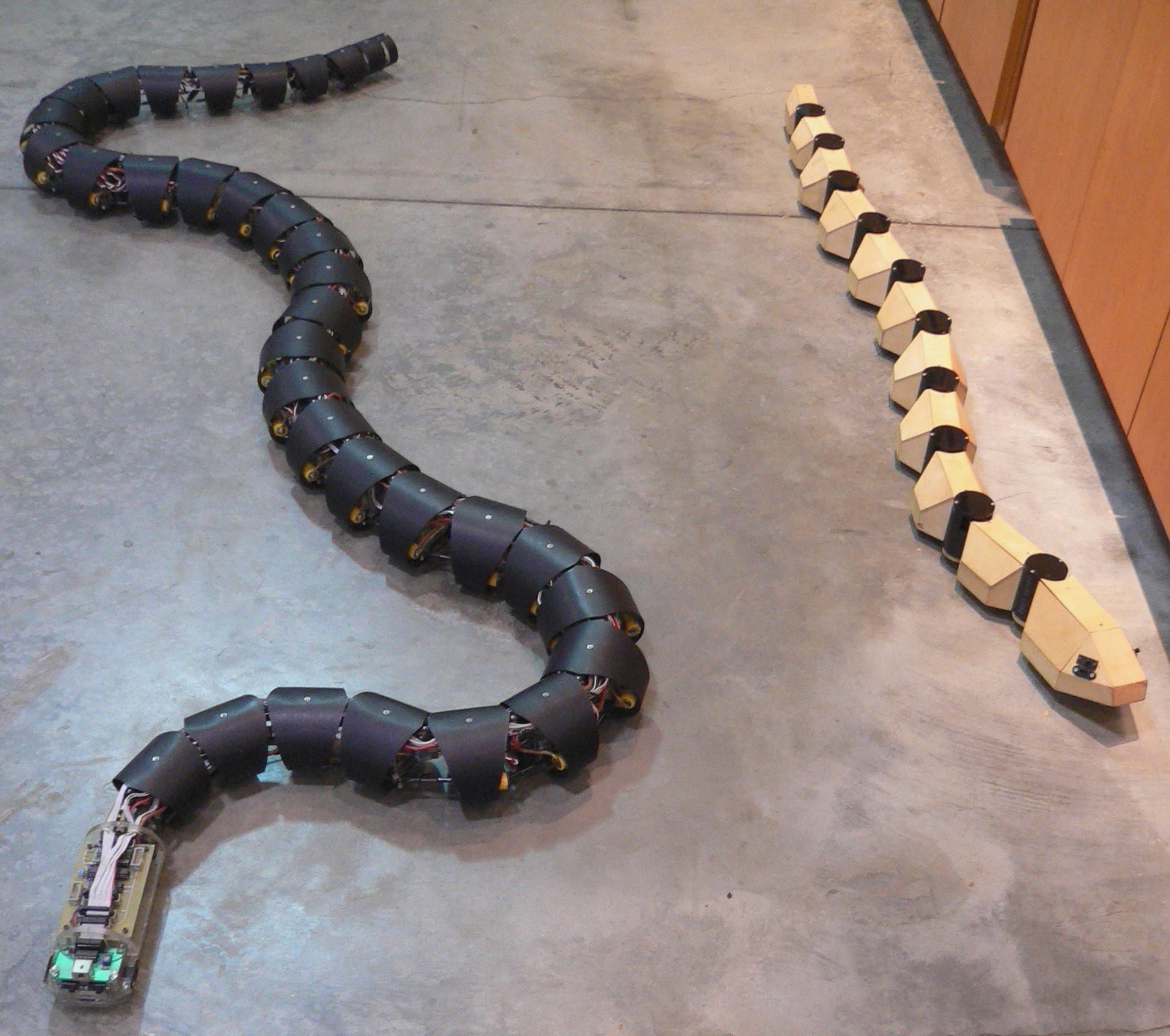
Beweegbare robotslangen

Robotica is de tak van de mechatronica die zich bezighoudt met theoretische implicaties en praktische toepassingen van robots in de ruimste zin van het woord.
Aansprekende voorbeelden van recent onderzoek in robotica zijn:
- Het Berkeley Lower Extremity Exoskeleton-project: een voorbeeld van hybride robotica van de Universiteit van Californië - Berkeley.
- De DARPA Grand Challenge: een uitdaging van het Amerikaanse Ministerie van Defensie om robotvoertuigen autonoom te laten rijden (kilometers door de Mojavewoestijn of door druk stadsverkeer).
- Robocup: Internationale competitie van voetballende robots. Een voetbalteam bestaat uit een aantal autonome robots, die samenwerken om een doelpunt te scoren. Het uiteindelijke doel is om in 2050 een voetbalteam uit humanoïden te creëren dat de mens kan verslaan.

## Robotica in de literatuur
De eerste literatuur over robots kwam van de Tsjechische schrijver Karel Čapek R.U.R. (Rossum's Universal Robots) (1920), waarin het woord 'robot' voor het eerst gebruikt werd. Isaac Asimov heeft een aantal sciencefictionboeken geschreven waarin robots de hoofdrollen spelen. Zijn theoretische overwegingen zijn vastgelegd in de drie wetten van de robotica. Asimov bedacht de wetten, waaraan alle robots zouden moeten voldoen, om te garanderen dat nooit een mens in gevaar zal komen door toedoen van een robot.

## Onderzoeksdomeinen
Robotica is een wetenschap die vooral gericht is op systeemintegratie. Een goed ontworpen robot zal zijn waarnemingen (die verkregen zijn met behulp van sensoren) op een goede manier kunnen vertalen naar handelingen die zijn actuatoren zullen uitvoeren. Dit moet dan zó gebeuren dat de robot de vooraf gestelde taken kan vervullen. De verschillende stappen die met deze operaties gepaard gaan, hebben een waaier van onderzoeksdomeinen voortgebracht die elk een van de problemen behandelt die overwonnen moeten worden bij de constructie van een robot.
Sensing: Een domein dat zich bezighoudt met het ontwerp en de werking van sensoren. Vragen waarop dit domein een antwoord wil geven:
- Hoe kunnen sensoren geprogrammeerd worden om maximale informatie te verkrijgen uit de omgeving?
- Hoe kunnen videobeelden geanalyseerd worden tot een (voor de robot) herkenbare omgeving? (Deze specifieke vraag vormt een raakvlak met computer vision).
- Hoe kan de robot een kaart bouwen van zijn huidige omgeving om navigatie erin eenvoudiger te maken?
- Hoe kan de robot bewegende objecten in zijn omgeving volgen?
- En hun toekomstige locatie voorspellen?

Robotsturing: Een automatische stuureenheid (of controller) kan ervoor zorgen dat de robot een vereiste toestand bereikt door deze met de huidige toestand te vergelijken, en commando's naar de actuatoren te zenden die (hopelijk) de huidige toestand dichter bij de vereiste brengen. Een robot zou echter ook kunnen proberen de toekomst te voorspellen om zo eerder gemaakte stuurfouten te beperken. Dit domein onderzoekt het kiezen van de beste actie (of van een goede actie) om de robot dichter bij de gewenste toestand te brengen die aan de controller meegedeeld wordt.
Robotplanning: Robotplanning behandelt net zoals robotsturing het algemene gedrag van de robot, zij het op een hoger niveau. Voor een bepaalde taak zal de planner ervoor zorgen dat deze gesplitst wordt in meerdere deeltaken, tot deze taken klein genoeg zijn om aan een controller toevertrouwd te kunnen worden.
Kinematica: Dit domein beschrijft de wiskundige modellen die de mogelijke bewegingen van robot-armen en grijpers beschrijven. Er wordt getracht een model te bekomen waarmee de robot kan beslissen hoe hij zijn armen, gewrichten en grijpers moet bewegen om in een toestand te komen die hem toelaat zijn taak te vervullen. Bijvoorbeeld: hoe kan de robot zijn arm positioneren om een bepaald voorwerp vast te pakken?
Robotarchitectuur: Dit is eerder een algemene beschrijving van het onderzoeksveld dat architecturen uitdenkt en bestudeert om robots efficiënter en beter te maken voor specifieke taken. Zoals afgeleid kan worden werken robots door een samenstel van plannen, waarnemen en handelen (door controle), dit via een model dat opgebouwd wordt van de omgeving. Echter de niveaus van deze interacties, het belang van elke component kan variëren om bepaalde taken beter uitvoerbaar te maken. Een robot in een dynamische, veranderende (ongestructureerde) omgeving zal namelijk aan andere vereisten moeten voldoen dan een robot in een gestructureerde omgeving: bijvoorbeeld in een autofabriek. Van deze laatste kan verwacht worden dat hij op een vastgestelde tijd een autozetel in een bepaalde oriëntatie bevestigt op een bepaalde plaats in de ruimte, want na het verstrijken van deze tijd rolt de band verder en staat de volgende auto op dezelfde plaats en in dezelfde toestand klaar. Dit leidt tot verschillende software- en hardwarematige architecturen voor robots: reactieve robots, real-time robots, cognitieve robots, evolutionaire robots en andere.

## Toepassingen

### Industrie
In de industrie worden veel robots gebruikt om goedkoper en gemakkelijker te produceren. In de auto-industrie (de sector waar voor het eerst een robot gebruikt werd: Unimate) bijvoorbeeld worden ze gebruikt aan volledig geautomatiseerde productielijnen. Ook worden ze gebruikt om taken uit te voeren die voor mensen te saai zouden zijn, zoals het inpakken van de afgewerkte producten (bijvoorbeeld drankkartons).
In de elektronica kunnen robots veel goedkoper, sneller en nauwkeuriger printplaten maken die in allerlei toepassingen (computers, radio's) nodig zijn. Als alle contactpunten van de chips, led's etc. met de hand gesoldeerd moesten worden, zou dit bijna onbetaalbaar worden en zou de kans op fouten veel groter zijn.
In de nucleaire industrie worden robots of manipulatoren gebruikt in ruimtes waar voor mensen een te hoge straling heerst om gezond te kunnen blijven.

### Ruimtevaart
Aangezien het veel gemakkelijker en veiliger is om in plaats van mensen robots naar de ruimte
te sturen, worden die daar veel gebruikt. De sondes die naar planeten worden gestuurd (vb. de
marsrover Spirit) zijn geavanceerde robots die zelfstandig allerlei waarnemingen
kunnen uitvoeren en van daaruit die terug naar de aarde sturen. Gezien de grote afstand
tussen de robot en de mensen op aarde is het veel gemakkelijker als de robot zelf kan beslissen wat er moet gebeuren in plaats van te wachten op een signaal vanaf de aarde.
Ook de satellieten in de dampkring zijn robots. Sommige hiervan kunnen, in tegenstelling
met de sondes, wel nog rechtstreeks vanaf de aarde bestuurd worden, maar ze voeren ook
automatisch (voorgeprogrammeerde) waarnemingen uit.
De robots die in de ruimtevaart gebruikt worden, behoren tot de meest geavanceerde robots die
er zijn, dankzij het enorme budget van voornamelijk NASA (namelijk $17 miljard in 2008). De Spirit alleen al kost ongeveer $400 miljoen. In vergelijking met andere robots: geneeskundige
robots kosten gemiddeld ongeveer $2 miljoen en de Honda P3 enkele tientallen miljoenen.

### Geneeskunde
In de geneeskunde worden robots gebruikt omdat deze veel nauwkeuriger en op kleinere schaal operaties kunnen uitvoeren. De robots kunnen dezelfde beweging als de chirurg uitvoeren, maar deze vijf keer kleiner. Doordat de ingreep op kleinere schaal gebeurt, is de wonde veel kleiner en gaat de revalidatie van de patiënt dus ook veel sneller. Ze worden wel nog volledig door de chirurgen bestuurd, dus het zijn geen computers die de robots sturen.
België bijvoorbeeld heeft in de ziekenhuizen 20 dergelijke robots. Dit is, op de Verenigde Staten na, het grootste aantal per inwoners ter wereld. Hier komt veel kritiek op omdat deze robots zo duur zijn (1,6 miljoen per stuk). Een voorbeeld hiervan zijn hartoperaties. Bij een traditionele operatie zaagt de chirurg eerst het borstbeen door, breekt hij de ribben open en snijdt dan door de spieren en het weefsel tot aan het hart. Dan pas kan de eigenlijke operatie beginnen. Als deze operatie met behulp van een robotchirurg uitgevoerd wordt, dan is het voldoende om drie kleine gaatjes in de borstholte te maken, waardoor dan drie op afstand bestuurbare vingerachtige metalen sondes (kleine snijinstrumenten, een lampje en een camera) ingebracht worden. De chirurg heeft dan een 3D-beeld van de borstholte en kan van op afstand de snijinstrumenten besturen. Hierdoor ligt niet het hele hart open en verloopt de revalidatie dus veel sneller. Ook chirurgen in opleiding kunnen hiervan profiteren. Met dit systeem kan een operatie gesimuleerd worden zonder dat er echte patiënten, die gevaar zouden kunnen lopen, nodig zijn.

### Leger
Legers gebruiken ook steeds meer robottechnologieën in hun militaire operaties omdat zo hun
soldaten geen gevaar meer lopen. Vooral de Verenigde Staten doen daar veel onderzoek naar.
Zij willen dat tegen 2020 30% van hun grondtroepen door robots wordt vervangen.
Het Defense Advanced Research Projects Agency (DARPA) is een afdeling van het Amerikaanse
leger dat zich bezighoudt met het onderzoek naar de ontwikkeling en het gebruik van robots in het leger. Deze wetenschappers ontwikkelen zowel rijdende, varende als vliegende
robots en elk jaar organiseren ze ook de DARPA Grand Challenge.
Ook doen ze onderzoek naar het mogelijk gebruik van cyborgs (in dit geval dieren die met elektroden geïmplanteerd zijn, zodat ze op afstand bestuurd kunnen worden). Het idee hierachter is dat het gemakkelijker is om de dieren, die na miljoenen jaren evolutie geoptimaliseerd zijn, zelf te gebruiken dan jaren onderzoek te doen om hun bewegingen te imiteren.

### Huishouden

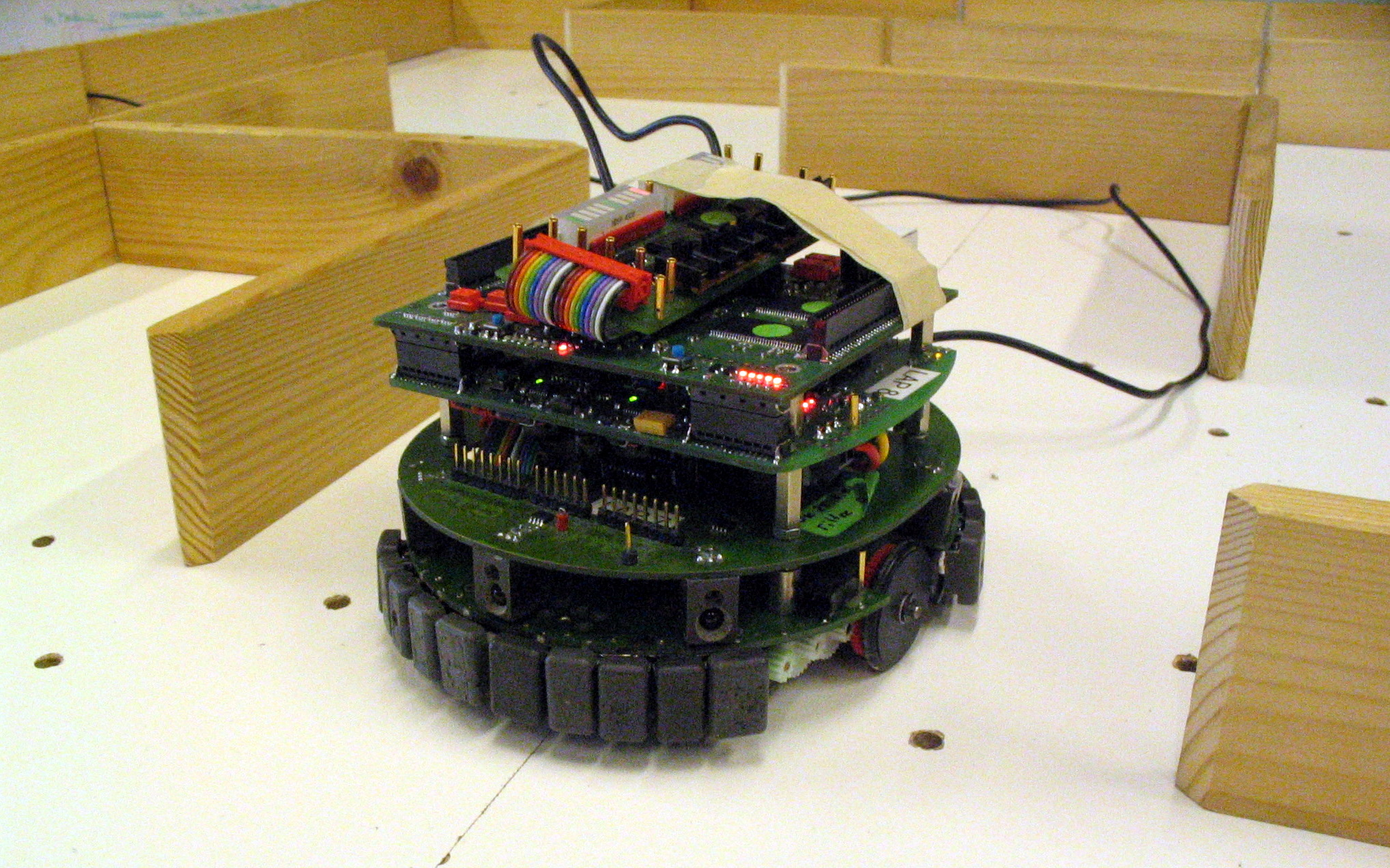
Zwitserse rijdende robot

Langzaamaan komen er steeds meer gespecialiseerde robots om geestdodende taken in het huishouden over te nemen zoals stofzuigen en grasmaaien. In wezen is de wasautomaat zonder dat het gerealiseerd wordt een reeds ingeburgerde gespecialiseerde robot.

### Revalidatie
In bovenstaande toepassingen wordt de robot gebruikt om menselijke handelingen in mensvijandige omgevingen uit te voeren (in de ruimte, de diepzee of op het slagveld). Of om geestdodende of zeer nauwkeurige handelingen uit te voeren (in de industrie, huishouden of in de geneeskunde).
In de revalidatietoepassingen daarentegen dient de robot om gewone alledaagse handelingen uit te voeren. De robot compenseert de (motorische) beperking van de gebruiker. Daarbij zijn er drie benaderingen:
1. een robot, die werkt onder de drie robotwetten, als een soort assistent om bepaalde taken uit te voeren. De technische ontwerpfilosofie van zo'n assistent-robot is daarbij gelijk aan wat hierboven beschreven is. De gebruiker geeft opdrachten die de assistent dient te begrijpen en uit te voeren. Dit vereist een "hoog"-semantische communicatie tussen de gebruiker en de assistent. Bovendien dient de robot een goed herhaalbaar en voorspelbaar gedrag te hebben. Dat is moeilijk in een ongestructureerde omgeving.
2. een manipulator die eigenlijk geen echte robot genoemd kan worden omdat hij tezamen met de gebruiker als een handelende eenheid beschouwd dient te worden. Taak, baan, planning en botsingsvermijding wordt door de gebruiker real-time uitgevoerd. De ogen van de gebruiker en de interpretatie van wat hij ziet vervangen optische sensoren en interpretatie-software. Interpretatie van een beeld vereist herkenning van de omgeving en de daarin aanwezige objecten. Daarvoor is óf een "technisch sofwarematig" óf een "menselijk" virtueel wereldmodel nodig. De mens is heden ten dage (2009) daarin verre superieur. Deze benadering geeft de gebruiker vrij baan voor zijn creativiteit omdat hij taken real-time ter plaatse kan verzinnen en uitvoeren. Nadeel is de traagheid van de sturing omdat die op bewegingniveau plaatsvindt en niet op "abstract taak" niveau (zoals bij de robot: maak het eten klaar, spruitjes, aardappelen en jus). Alle bewegingen moeten gestuurd worden met zwakke vinger of oogbeweging of zoiets.
3. de combinatie van manipulator en robot: Een manipulator die taken kan onthouden en heruitvoeren. Voordeel is de versnelling van de beweging bij reeds geleerde taken. Nadeel is de uitgebreidere taal tussen de gebruiker en de robot op verschillende semantische niveaus (complexe taak en eenvoudige beweging). Tevens de hogere mechanische nauwkeurigheid die de robot moet hebben omdat hij de terugkoppeling mist via de gebruiker. En ook kunnen er conflicten ontstaan tussen het virtuele wereldbeeld van de gebruiker en de robot.

## Robotica-onderzoek in Nederland en Vlaanderen
- Departement Werktuigkunde, Katholieke Universiteit Leuven
- Departement Werktuigkunde, Vrije Universiteit Brussel
- Department of Electrical Engineering, Universiteit Twente
- Delft Biorobotics Lab, Technische Universiteit Delft
- Intelligent Systems Lab Amsterdam (ISLA), Universiteit van Amsterdam
- Artificial Intelligence, Rijksuniversiteit Groningen